# Cuerámaro
Cuerámaro è un comune dello stato di Guanajuato, nel Messico centrale, il cui capoluogo è l'omonima località.
La municipalità conta 25.610 abitanti e copre un'area di 243,5 km².